# Didesmus
Didesmus é um género botânico pertencente à família Brassicaceae.